# Kovač raspela (1919.)
Kovač raspela je bio hrvatski igrani film iz 1919. redatelja Heinza Hanusa, u produkciji Jugoslavija filma. Dizajner produkcije bio je Oto Antonini.

## Vanjske poveznice
- Hrvatski filmski savez  Arhivirana inačica izvorne stranice od 21. srpnja 2011. (Wayback Machine) Povijest hrvatskog filma